# یک هیپنوتیزم‌کننده مشغول کار
یک هیپنوتیزم‌کننده مشغول کار (انگلیسی: A Hypnotist at Work) یک فیلم صامت فرانسوی به کارگردانی ژرژ ملی‌یس است که در سال ۱۸۹۷ منتشر شد.